# Balkh
Balkh (in dari e pashtu; in persiano بلخ‎, Balḫ; in persiano antico: 𐎲𐎾𐎧, Bāxtri; in greco antico: Βάκτρα?, Báktra; in battriano Βάχλο, Bakhlo; in italiano Bactra o Battra) è una città dell'Afghanistan, nell'omonima provincia di Balkh, circa 20 km a nord-ovest del capoluogo Mazar-i Sharif, 74 km a sud del fiume Amu Darya, ad un'altitudine di 365 metri s.l.m.
Nei suoi pressi si trovano le rovine di Bactra, antica e fiorente città, centro di diffusione dello Zoroastrismo, del Buddhismo, e dell'Islam, capitale della Battriana e una delle maggiori città del Grande Khorasan e della Grande Persia.

## Etimologia
Il nome della città e della sua provincia appaiono nelle iscrizioni in lingua persiana antica (B.h.i 16; Dar Pers e.16; Nr. a.23) come Bāxtri, ovvero Bakhtri. È scritto nell'Avesta Bāxδi. Da quest'ultimo derivano il medio persiano Bāxli, il sanscrito Bahlīka, Balhika, il greco Báktra, l'armeno Bahl e, per trasposizione, il persiano moderno Balx, ovvero Balkh.

## Storia
Balkh è una delle più antiche città del mondo, ed è considerata la prima in cui si trasferirono le tribù indoiraniche provenienti dal nord dell'Amu Darya, attorno al 2000 a.C.- 1500 a.C. Gli arabi la chiamavano Umm al-Bilād o "Madre delle città" (cioè "metropoli"), a causa della sua antichità e della sua grandezza. La città era un tradizionale centro dello Zoroastrismo, Buddhismo e Islam. Il nome Zariaspa, nome alternativo della città o di una sua parte, potrebbe derivare dell'importante tempio del fuoco zoroastriano Azar-i-Asp. Balkh è considerato il primo luogo in cui Zarathustra applicò la propria religione, nonché il luogo dove morì.

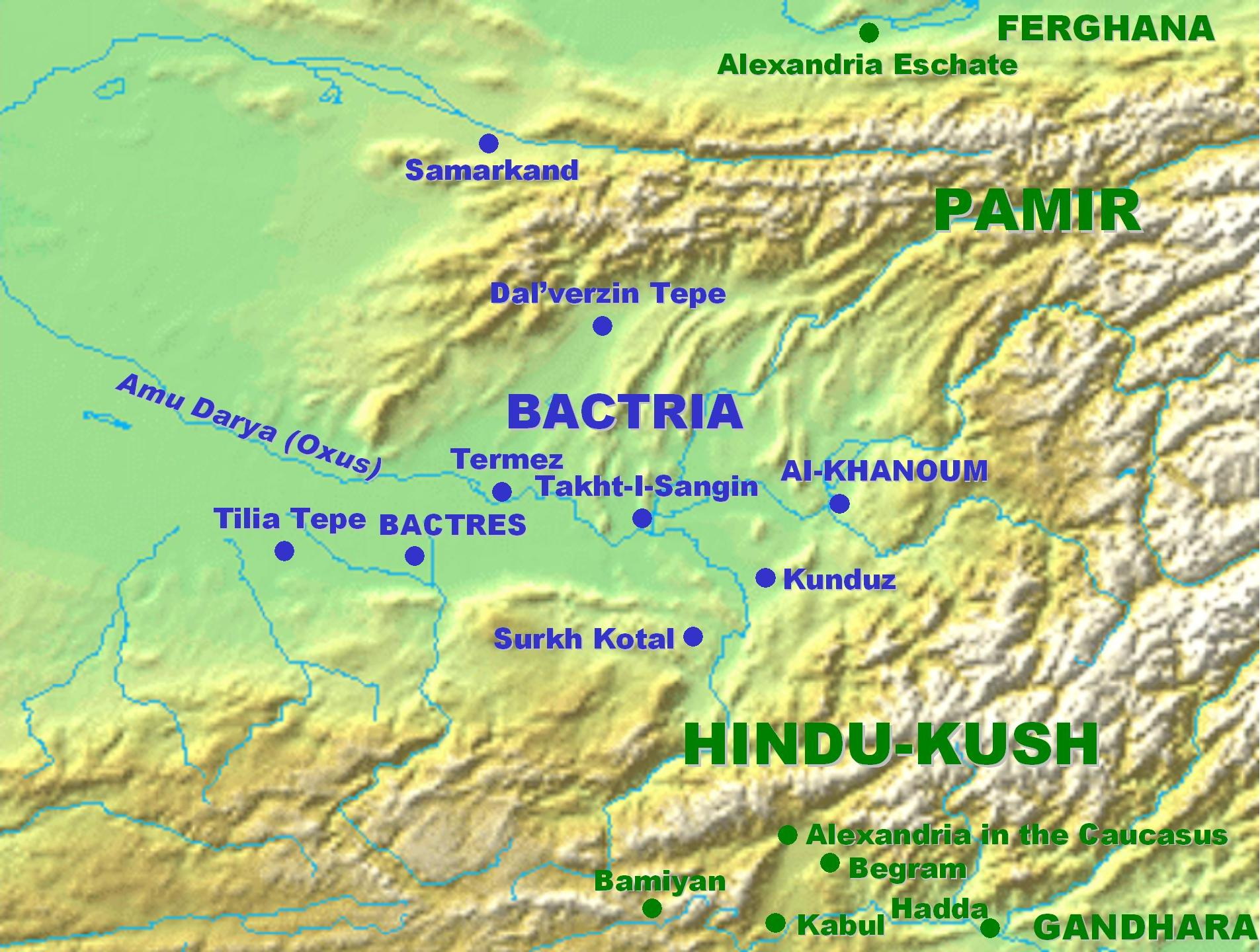
Mappa indicante Balkh (qui chiamato Bactres), capitale della Battria

Dato che gli indoarii costruirono il loro primo regno a Balkh (Battria, Daxia, Bukhdi) alcuni studiosi credono che fu da questa zona che varie ondate di indoarii si diffusero in Iran e Sistan, dove si trasformarono in Persiani, Pashtun e Baluchi. Coloro che rimasero in Battria divennero gli attuali Tagiki, stanziati nell'odierna Balkh e nei suoi dintorni. Il periodo compreso tra il 2500 a.C. ed il 1900 a.C. fu il più importante nella storia di Balkh, e fu in questo relativamente breve lasso di tempo che fu fondato un regno la cui popolazione iniziò a spargersi, e che il regno guadagnò importanza negli imperi medo e persiano nel 700 a.C., circa 1 000 anni dopo. I cambiamenti climatici portarono alla desertificazione già in tempi lontani, quando la regione era molto fertile.
La lunga storia cittadina e la sua antica importanza sono testimoniate dalla popolazione locale, che ne parla come della "Madre delle città" e luogo di morte di Zarathustra. La sua fondazione viene leggendariamente associata a Keyumars, primo mitico re del mondo secondo una leggenda persiana; ed è certo che, in tempi molto lontani, era una rivale di Ecbatana, Ninive e Babilonia. Esiste un'antica leggenda secondo la quale in questo posto sarebbe sepolto l'antico santuario di Anahita, talmente ricco da richiamare l'attenzione dei cercatori di tesori.
Per molto tempo la città fu la sede centrale dello Zoroastrismo, il cui fondatore, Zarathustra, morì all'interno delle sue mura secondo il poeta persiano Ferdowsi. Le fonti armene affermano che il partiano Arsac si insediò qui.

### Buddhismo
Secondo le Memorie di Xuánzàng esistevano circa un centinaio di monasteri buddhisti in città o nelle sue vicinanze quando la visitò, nel VII secolo. Vi erano 3000 monaci ed un grande numero di stupa ed altri monumenti religiosi. Lo stupa più impressionante era il Navbahar (in sanscrito "nuovo monastero") che possedeva una statua molto costosa del Buddha. Il tempio era guidato da Kashmiri chiamati Pramukh (che, a causa della forma arabizzata del nome, Barmak, divennero noti come Barmecidi). Poco prima della conquista araba il monastero divenne un tempio del fuoco Zoroastriano. Una notizia curiosa su questo edificio è stata trovata negli scritti del geografo arabo Ibn Hawqal, un viaggiatore arabo del X secolo, il quale descrisse Balkh come costruita con argilla, con mura e sei porte, e grande circa metà parasanga. Cita anche un castello ed una moschea.
(Reinterpreting Islamic historiography: Hārūn al-Rashīd and the narrative of the ʻAbbāsid caliphate)
(India, the ancient past: a history of the Indian sub-continent from c. 7000 BC to AD 1200)
Al tempo della conquista islamica della Persia nel VII secolo, comunque, Balkh si era dimostrata un avamposto dalla resistenza ed un luogo sicuro per l'imperatore persiano Yazdgard III, il quale si rifugiò qui fuggendo dall'esercito di Umar. In seguito, nel IX secolo, durante il regno di Ya'qub ibn al-Layth al-Saffar, l'Islam divenne particolarmente radicato nella popolazione locale.
Nel 1190 vi morì il poeta persiano Anwari.
Idrisi, nel XII secolo, parla del fatto di possedere vari edifici educativi, e di svolgere commerci.Vi erano importanti rotte commerciale che passavano in città, arrivando fino all'India ed alla Cina.
Nel 1220 Gengis Khan saccheggiò Balkh, ne macellò gli abitanti radendo al suolo le difese cittadine. Lo stesso trattamento venne loro riservato nel XIV secolo da Tamerlano. Nonostante questo, Marco Polo la descriveva ancora come "una nobile e grande città".
Nel XVI secolo gli Usbechi entrarono a Balkh. Il sovrano Mogol Shah Jahan li combatté senza successo per molti anni, attorno al 1640. Balkh divenne la sede del governo di Aurangzeb nella sua gioventù. Nel 1736 fu conquistata da Nadir Shah. Sotto la monarchia Durani cadde in mano agli afghani; venne conquistata dallo Scià Murad di Kunduz nel 1820, e per qualche tempo fu soggetta all'Emirato di Bukhara. Nel 1850 Dost Mohammed, dei Barakzai, conquistò Balkh, che da quel momento rimase sotto il controllo afgano. Nel 1866 Balkh perse il suo status amministrativo di città a favore della vicina di Mazar-i Sharif.

### Balkh nel 1911
Nel 1911 Balkh era un insediamento composto da circa 500 case di coloni afgani, da una colonia di ebrei e da un piccolo bazar situati in mezzo ad ettari di detriti e macerie. Entrando dalla porta occidentale (Akcha), si passava sotto a tre archi in cui si potevano riconoscere i resti dall'antica Moschea del Venerdì (Jāmiʿ Masjid). Le mura esterne, quasi tutte in rovina, avevano un perimetro stimato di 10 o 11 km. A sud-est vi erano i resti di mura che dimostravano la presenza dei Mongoli.
Fortezza e cittadella a nord-est erano costruiti su un'altura, cintati da mura e da un fossato. Di esse è rimasto molto poco, tra cui alcuni pilastri. La Moschea Verde (Masjid Sabz) prende il nome dalla grande cupola che la sovrasta, e si dice che sia stata la tomba del khwaja Abu-Nasr Parsa. Di essa resta solo l'entrata della vecchia madrasa.
La città era difesa da una guarnigione di poche centinaia di irregolari (kasidar), dato che le truppe regolari dell'Afghan Turkestan erano state dislocate a Takhtapul, vicino a Mazar-i Sharif. I giardini nord-orientali contenevano un caravanserraglio che rappresentava un lato della corte, affiancato da un gruppo di Platanus orientalis.

### Balkh oggi
Un progetto di ammodernamento fu iniziato nel 1934, con l'obiettivo di creare otto strade, case e bazar. La moderna Balkh è un centro industriale per la produzione di cotone, noto in Occidente col nome di "agnello persiano" (Karakul), mandorle e meloni.
Nelle sue rovine si trovano molti luoghi di interesse archeologico:
- La madrasa di Sayed Subhan Quli Khan.
- Santuario di Khoja Abu Nasr Parsa
- La tomba della poetessa Rabi'a Balkhi.
- La Moschea a Nove Cupole (Masjid Now Gumbad). Questa moschea finemente ornata, chiamata anche Haji Piyada, è il più antico monumento islamico dell'Afghanistan.
- Tap-e Rustam e Takht-e Rustam
- Bala Hissar e mura cittadine

## Sito archeologico

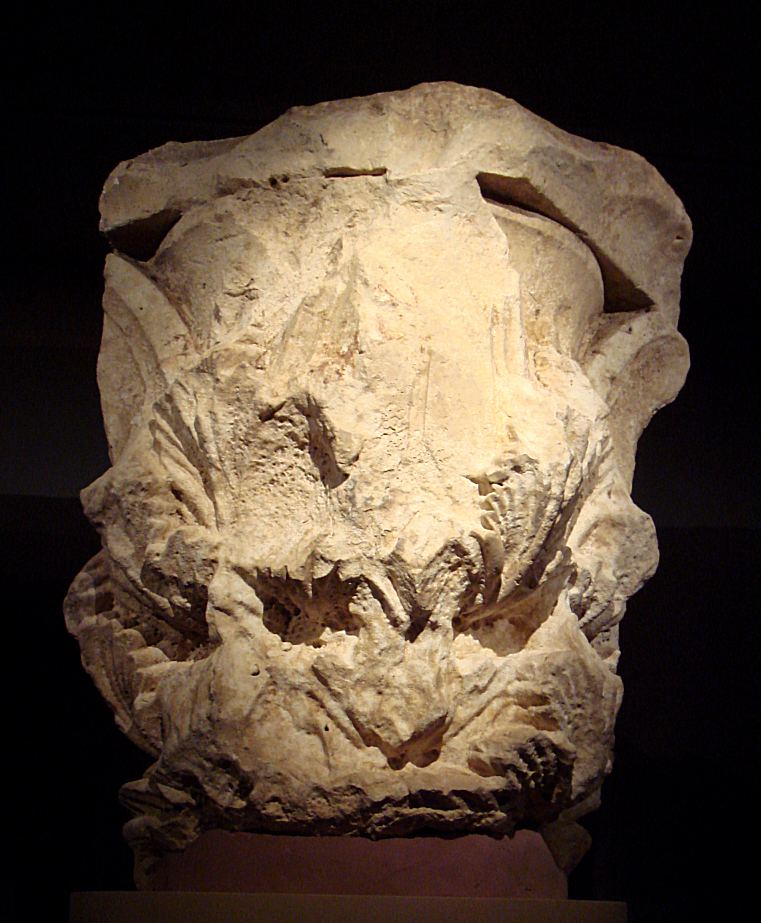
Resti del capitello ellenistico ritrovati a Balkh

Nel 2003 sono iniziati gli scavi per identificare gli strati risalenti al periodo degli Achemenidi e dei Greci. Resti delle capitali ellenistiche sono stati trovati, identificati come resti della città seleucide e greco-battriana di Battra.
Le prime costruzioni buddhiste si sono dimostrate più resistenti di quelle del periodo islamico. Il Top-Rustam ha 46 metri di diametro alla base e 27 in cima, è circolare ed ha un'altezza di 15 metri. Le quattro volte circolari sono scavate all'interno, ed i quattro passaggi sono stati bucati dall'esterno. La base dell'edificio è costruita con mattoni essiccati di circa 60 cm e spessi 10-13 cm. Il Takht-e Rustam ha una forma a cuneo. È stato apparentemente costruito in fango pisé (fango mescolato con paglia e malta). È possibile in queste rovine riconoscere il Nava Vihara descritto dal viaggiatore cinese Xuánzàng. Esistono nelle vicinanze i resti di altri stupa.
I mucchi di rovine sulla strada per Mazar-i Sharif rappresentano probabilmente il luogo di una città vecchia quanto quella dove oggi sorge Balkh. Un famoso personaggio della provincia di Balkh fu il sultano Muhmmad Khan della tribù Mamozai, la persona più ricca del tempo. Si dice che possedesse centinaia di migliaia di acri di terra. Gli abitanti locali lo consideravano il Khan di Balkh.
La devastazione degli anni Venti del XXI secolo ha dato luogo a ripetuti furti del materiale archeologico.

## Ruolo culturale
Balkh era la principale città da cui partirono gli Arii verso altre parti della Persia e verso l'Hindustan. Rimase una città chiave per la civiltà ariana nei secoli seguenti.
Balkh ebbe un ruolo di primo piano dello sviluppo della lingua e letteratura persiana. Le prime opere della letteratura persiana furono scritte da poeti e scrittori originari di Balkh (es.: Rabia Balkhi).
Nel 1207 Balkh ha dato i natali a Gialal al-Din Rumi, noto come Mevlana (m. Konya, 1273), mistico e poeta tra i più significativi della letteratura persiana.